# Под небом голубым… (фильм)
«Под небом голубым...» — советская драма режиссёра Виталия Дудина, посвящённая проблеме наркомании.

## Сюжет
Главные герои фильма — девушка Лена и её приятель Алексей Соболев. Росшие в обеспеченных семьях, они пристрастились к употреблению наркотиков. Родственники молодых людей относятся к ним по-разному: если отец Лены демонстративно отрёкся от своей дочери, то отец Алексея, наоборот, всячески пытается помочь своему сыну, несмотря на побои, которые получает в ответ. Чтобы раздобыть хотя бы немного денег, разорившийся Соболев-старший пытается даже продать семейную реликвию — икону, однако музейный эксперт объявляет, что она «не имеет художественной ценности». Вернувшись домой, мужчина сообщает об этом сыну. Соболев-младший, задолжавший поставщику наркотиков Русасу крупную сумму денег, приходит в ярость от такой новости и набрасывается на отца с кулаками, после чего забирает икону и скрывается из дома. Проходя по улице, юноша видит толпу, скопившуюся у входа в церковь, и, смешавшись с прихожанами, пытается совершить кражу. Однако эта попытка проваливается, а скрыться преступнику не удаётся.
Отец юноши приходит в отделение милиции и застаёт там потерпевшую, которая оказывается его бывшей подчинённой. Между ними завязывается разговор, который сопровождается издевательскими комментариями Алексея. Той же ночью женщина снова встречается с Соболевым-старшим: на этот раз он приходит к ней домой и просится на ночлег, так как в его собственной квартире находиться нельзя. Поколебавшись, женщина даёт своё согласие, а сама отправляется туда, где живёт её гость.
Проникнув к Соболевым, Костырина (именно так зовут героиню) оказывается в компании наркоманов, которые запирают незваную визитёршу в туалете. Раньше это место служило убежищем Соболева-старшего, а сейчас туда посажена Лена: от неё требуют уплаты долга. Поначалу Костырина проявляет враждебность к Лене, но та, вместо ответа на ругань, с отстранённым выражением лица декламирует стихотворение Пушкина «Кто знает край, где небо блещет...», а затем начинает напевать «Город золотой». В женщине просыпается сочувствие к Лене, и, когда утром Алексей отпирает туалет, Костырина помогает ей сбежать. Однако Лена не хочет покидать свою спасительницу, и та, окончательно смягчившись, приводит наркоманку к себе домой. Увидев подругу своего сына, Соболев-старший начинает возмущаться, и обиженная Лена покидает квартиру. После этого Костырина заявляет, что Алексей оказался в тяжёлом положении не только по своей вине, но и по недосмотру отца. Соболев-старший вяло оправдывается.
Уйдя от Костыриной, Лена безуспешно пытается раздобыть денег и после долгих злоключений сталкивается с Русасом, который разыскивал её, чтобы взыскать долг. Оказавшийся поблизости Алексей помогает Лене скрыться (хотя чуть раньше сам же держал её в плену). За этот поступок он расплачивается жизнью.
Тем временем Соболев-старший снова приходит к Костыриной. Неожиданно в дверь звонит Лена, которая просит её впустить. Соболев опять начинает оскорблять девушку, и Лена уходит. Костырина в гневе избивает своего гостя, а затем пускается на поиски наркоманки, но не может её найти, так как та спряталась в подвале. Убедившись, что ей никто не помешает, девушка раздевается догола и, открыв водопроводный вентиль, обваривает своё тело мощной струёй кипятка.
Фильм заканчивается панорамой погружённого в полумрак города. Крики Костыриной, которая продолжает искать Лену, заглушаются закадровым пением хора, исполняющего молитву «Достойно есть».

## В ролях
| Актёр                                                    | Роль                      |
| -------------------------------------------------------- | ------------------------- |
| Игорь Фурманюк                                           | Соболев-младший (Алексей) |
| Анна Яновская                                            | Лена                      |
| Юозас Будрайтис (озвучивание — Иннокентий Смоктуновский) | Соболев-старший           |
| Нина Усатова                                             | Костырина                 |
| Борис Лагода                                             |                           |
| Георгий Волчек                                           |                           |
| Елена Внукова                                            | подружка                  |
| Михаил Мелешко                                           |                           |
| Владимир Шелестов                                        |                           |

## Критика
Киноведы отнеслись к фильму холодно. В частности, Александр Фёдоров назвал его «классическим образцом беспросветной „чернухи“» и упрекнул создателей кинокартины в «поверхностной и прямолинейной» разработке характеров действующих лиц.